# Касьяновка (Павлодарская область)
Касьяновка (каз. Касьяновка) — упразднённое село в Щербактинском районе Павлодарской области Казахстана. Входило в состав Красиловского сельского округа. Ликвидировано в ? г.

## История
Село Касьяновка основано в 1914 г. украинскими крестьянами в урочище Тугельбай Вознесенской волости.